# Studia Sandomierskie. Teologia-Filozofia-Historia
Studia Sandomierskie. Teologia-Filozofia-Historia – czasopismo naukowe wydawane przez Wydawnictwo Diecezjalne i Drukarnię w Sandomierzu oraz Uniwersytet Papieski Jana Pawła II w Krakowie. Pierwszy numer czasopisma ukazał się w 1980 r. Czasopismo jest rocznikiem, jednak w przeszłości było publikowane jako półrocznik (2011–2013) i kwartalnik (2004–2010). W Studia Sandomierskich zamieszczane są artykuły naukowe z zakresu teologii, filozofii i historii.
Redaktorem naczelnym pisma jest prof. dr hab. Bogdan Stanaszek.

## Punktacja czasopisma
W wykazie czasopism naukowych Ministerstwa Edukacji i Nauki z 9 lutego 2021 r. rocznik uzyskał 40 punktów.